# Alison Knowles
Alison Knowles (* 29. dubna 1933) je americká výtvarnice, tvořící instalace, performance a další. Účastnila se aktivit hnutí Fluxus, spolupracovala s Georgem Brechtem, Johnem Cagem, Philipem Cornerem a Marcelem Duchampem. Narodila se v New Yorku a studovala na Prattově institutu, který dokončila v roce 1956. V roce 2015 zde dostala čestný doktorát. Je držitelkou Guggenheimova stipendia (1968) a grantů od organizace NEA. V roce 2022 měla rozsáhlou retrospektivu v Berkeley. V roce 1960 se provdala za Dicka Higginse. Rozvedli se v roce 1970, ale v roce 1984 se vzali podruhé. Měli spolu dvě dcery, Jessica je umělkyně, Hannah spisovatelka a historička.